# St Andrew’s
St Andrew’s (fr. Saint-André-de-la-Pommeraye) – miasto na wyspie Guernsey (Wyspy Normandzkie), w terytorium o tej samej nazwie, liczące 2 400 mieszkańców (2006).